# سرباز رومئو
سرباز رومئو (انگلیسی: Private Romeo) یک فیلم در ژانر درام به کارگردانی آلن براون است که در سال ۲۰۱۱ منتشر شد. از بازیگران آن می‌توان به هیل اپلمن و مت دویل اشاره کرد.